# Поверхневі акустичні хвилі

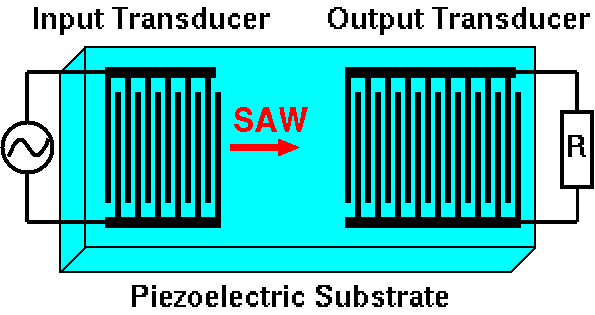
Схематичне зображення типового дизайну пристрою на ПАХ.

Поверхне́ві акусти́чні хви́лі (ПАХ) — пружні хвилі, що поширюються уздовж поверхні твердого тіла або уздовж кордону з іншими середовищами. ПАХ поділяються на два типи: з вертикальною поляризацією і з горизонтальною поляризацією (хвилі Лава).
До найпоширеніших поверхневих хвиль можна віднести наступні:
- Хвилі Релея (або релеївські), в класичному розумінні поширюються уздовж поверхні пружного півпростору з вакуумом або достатньо розрідженим газовим середовищем. Перша публікація про властивості поверхневих хвиль належить лорду Релею (Джон Вільям Стретт)[1] Рух частинок середовища при поширенні хвилі Релея зосереджено поблизу поверхні півпростору. Амплітуда коливань частинок середовища зменшується за експоненціальним законом з ростом відстані від поверхні[2].
- Незгасаючі хвилі релеївського типу в системі пружний півпростір — ідеальна стислива рідина, в яких рух частинок локалізується поблизу поверхні контакту рідини та твердого тіла (хвилі Шолте [Scholte])[3]
- Незгасаюча хвиля з вертикальною поляризацією, що біжить вздовж межі рідини і твердого тіла.
- Хвиля Стоунлі [Stoneley], поширюється уздовж плоскої межі двох пружних середовищ при умовах повного контакту (рівність відповідних напружень та переміщень). Локалізовані поблизу поверхні контакту хвильові рухи можливі лише при певних співвідношеннях механічних характеристик та густини середовищ.[3]
- Хвилі Лава — поверхневі хвилі з горизонтальною поляризацією (SH типу), які можуть поширюватися в структурі пружного шару на пружному півпросторі.
- Хвилі Гуляєва-- Блюстейна, які існують в пружному матеріалі з п'єзоефектом з локалізацією поблизу вільної поверхні горизонтально поляризованих коливань.[4]
- Хвилі шепітливої галереї. У півпросторі, заповненому ідеальним стисливим газом, локалізовані поблизу плоскої поверхні хвилі не можуть існувати. Однак, в приміщеннях із криволінійною (циліндричною, сферичною) поверхнею можуть поширюватися хвилі, локалізовані поблизу поверхні(так званий ефект шепітливої галереї). Такі хвилі спостерігаються в соборі святого Петра в Лондоні. Лорд Релей пояснив їх. На фото показано частину цієї галереї.Частина галереї в соборі святого Петра в Лондоні, де спостерігається ефект шепчучої галереї.

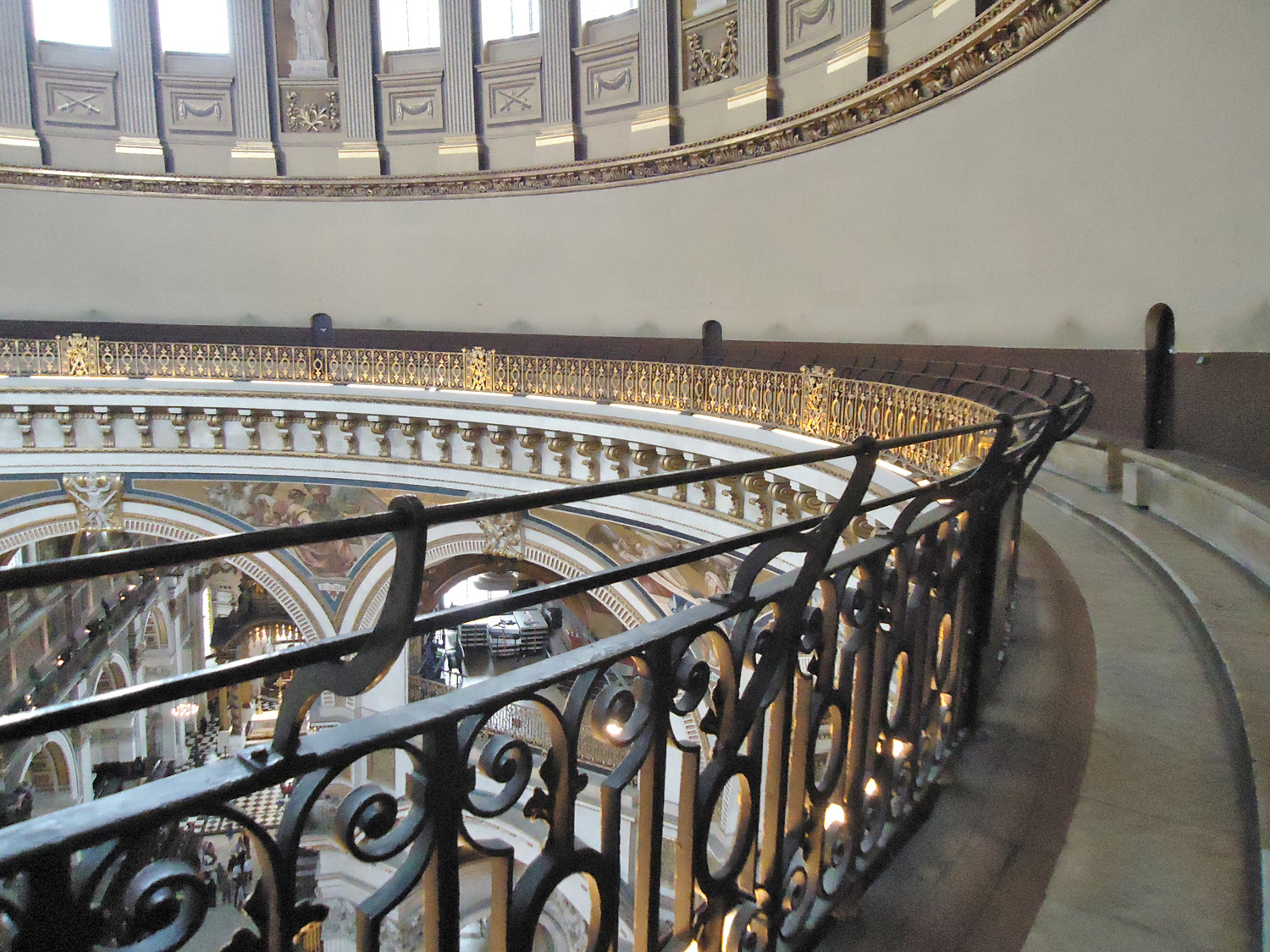
Частина галереї в соборі святого Петра в Лондоні, де спостерігається ефект шепчучої галереї.

## Хвилі Релея
Хвилі Релея, теоретично відкриті Релєєм в 1885 році, можуть існувати у твердому тілі поблизу його вільної поверхні, що межує з вакуумом. Фазова швидкість таких хвиль спрямована паралельно поверхні, а частинки середовища, які коливаються поблизу неї, мають як поперечну, перпендикулярну поверхні, так і подовжню складові вектора зміщення. 

Залежність від відстані до вільної поверхніамплітуд компонентів вектора переміщень в хвилі Релея.

 В показаних на рисунку розподілах амплітуд {\displaystyle u_{3}} є нормальним до вільної поверхні переміщенням, а {\displaystyle u_{1}} переміщенням в напрямку поширення хвилі.
Ці частинки описують при своїх коливаннях еліптичні траєкторії в площині, перпендикулярній поверхні і яка проходить через напрям фазової швидкості. Зазначена площина називається сагітальною. Амплітуди поздовжніх і поперечних коливань зменшуються в міру віддалення від поверхні вглиб середовища за експоненціальними законами з різними коефіцієнтами загасання. Це призводить до того, що еліпс деформується і поляризація далеко від поверхні може стати лінійною. Проникнення хвилі Релея в глибину звукопровода становить величину порядку довжини поверхневої хвилі. Якщо хвиля Релея збуджена в п'єзоелектрик, то як всередині нього, так і над його поверхнею у вакуумі буде існувати повільна хвиля електричного поля, викликана прямим п'єзоефектом.
Застосовуються в сенсорних дисплеях з поверхневими акустичними хвилями.
У анізотропних середовищах структура та властивості хвиль Релея залежать від типу анізотропії та напрямку поширення хвиль. Хвилі Релея можуть поширюватися не тільки по плоскій, а й по криволінійній вільній поверхні твердого тіла. При цьому змінюються їхня швидкість, розподіл зсувів і напружень із глибиною, а також спектр допустимих частот, який з неперервного може стати дискретним, як, наприклад, для випадку хвиль Релея на поверхні сфери.
Іноді під хвилями Релея розуміють хвилі не тільки на вільній границі твердого тіла, але також поверхневі хвилі загальнішого типу, що виникають на межі твердого тіла з рідиною і на межі системи твердих або рідких шарів із півпростором.
Хвилі Релея широко використовуються у всіх галузях науки і техніки. Наприклад, низькочастотні (10−2−10 Гц) хвилі Релея застосовують у сейсмології для реєстрації землетрусів і в сейсморозвідці. В УЗ-діапазоні частот хвилі Релея використовуються для всебічного контролю поверхневого шару зразка: дослідження характеристик поверхневого шару, виявлення поверхневих і біляповерхневих дефектів (див. Дефектоскопія), визначення залишкових напружень поверхневого шару металу, термічних і механічних властивостей поверхневого шару зразка. Гіперзвукові (108−1010 Гц) хвилі Релея широко використовуються в акустоелектроніці при створенні перетворювачів електричних сигналів, ультра- і гіперзвукових ліній затримки, підсилювачів електромагнітних коливань і в системах для обробки інформації.